# 真鍋貞友
真鍋 貞友（まなべ さだとも）は、戦国時代から安土桃山時代にかけての武将。通称は七五三兵衛（しめのひょうえ）。姓は「間部」とも。父は真鍋貞行（道夢斎）。子に真鍋貞成。和泉国和泉郡大津城（真鍋城）主。

## 生涯
和泉国日根郡淡輪の土豪である真鍋貞行の子として生まれる。
真鍋水軍を率いて織田信長に属し、3000貫の知行を受けた。信長の命により、雑賀衆の根拠地と距離が近い淡輪を離れて和泉郡大津へと移り、大津城（真鍋城）主となる（城跡は真宗大谷派南溟寺）。畿内の諸勢力を率いた佐久間信盛の下で海上警固の手勢として住吉浜手の砦を守備し、天正4年（1576年）5月13日付けで信盛から戦功を励まされている書状が残る。
しかし、同年7月13日の木津川口における毛利水軍との戦い（第一次木津川口の戦い）で戦死。真鍋家の家督は弟・豊後守の後見のもと、嫡男の真鍋貞成が継いだ。

## 登場する作品
- 小説・村上海賊の娘（新潮社・和田竜）
- 漫画・村上海賊の娘（小学館・吉田史朗）